# Adja Paye
Adja Sanou Paye (* 26. September 1989 in Grenoble, Frankreich) ist eine senegalesische Handballspielerin, die für die senegalesische Nationalmannschaft auflief.

## Karriere

### Im Verein
Paye begann das Handballspielen im Alter von acht oder neun Jahren beim französischen Verein Handball Lyon Duchère. Anschließend schloss sie sich ASUL Vaulx-en-Velin Handball an. Nachdem die Außenspielerin für einen Verein aus Tassin-la-Demi-Lune gespielt hatte, lief sie fünf Jahre für Handball Saint-Etienne Metropole 42 auf, mit dem sie in der dritthöchsten französischen Spielklasse antrat. Paye wechselte im Jahr 2015 zum Drittligisten Le Pouzin Handball 07, mit dem sie zwei Jahre später aufstieg. Zwischen 2020 und 2024 stand sie beim Zweitligisten HAC Handball unter Vertrag. Anschließend schloss sie sich dem Drittligisten Rouen Handball an.

### In Auswahlmannschaften
Paye gehörte zwischen 2010 und 2020 dem Kader der senegalesischen Nationalmannschaft an. Ihren ersten Erfolg mit Senegal verbuchte Paye bei den Afrikaspielen 2015, bei denen sie die Bronzemedaille gewann. Bei der Afrikameisterschaft 2016 gewann sie mit Senegal zwar das Halbfinale, jedoch wurde die Mannschaft anschließend aufgrund des Einsatzes einer nicht spielberechtigten Akteurin disqualifiziert. Bei der der Afrikameisterschaft 2018 errang sie die Silbermedaille. Hierdurch qualifizierte sich Senegal für die Weltmeisterschaft 2019, bei der sie mit ihrem Team den 18. Platz belegte. Paye erzielte im Turnierverlauf sieben Treffer.